# Schefflera actinophylla
Schefflera actinophylla, vazdazeleno drvo iz porodice brestanjevki, potporodica Aralioideae. vernakularno je poznato kao australsko kišobran drvo.
Domovina mu je Australija (Queensland i Sjeverni teritorij). Naraste do 15 metara visine. Veoma je invazivna vrsta koja nikne gdje god sjeme padne, kako na tlo tako i u pukotine zidova i krovova, a može se javiti i kao epifit. Iz Australije vrsta se proširila po drugim dijelovima svijeta, gdje se uzgaja i kao ukrsasna biljka.

## Vanjske poveznice
- Queensland Umbrella Tree (Schefflera actinophylla)  Arhivirana inačica izvorne stranice od 11. prosinca 2018. (Wayback Machine)